# Clifton (Lancashire)
Clifton – wieś w Anglii, w hrabstwie Lancashire, w dystrykcie Fylde. Leży 51 km na północny zachód od miasta Manchester i 310 km na północny zachód od Londynu.